# Helichrysum helianthemifolium
Helichrysum helianthemifolium là một loài thực vật có hoa trong họ Cúc. Loài này được (L.) D.Don ex D.Don mô tả khoa học đầu tiên.